# Eleanor Shanley
Eleanor Shanley er en irsk sanger, der er kendt for sine fortolkninger af traditionelle irske sange.
Hun er opvokset i Keshcarrigan i County Leitrim i det nordvestlige Irland.
Hun startede med at optræde med gruppen De Danann og har snere lavet en del samarbejde med Ronnie Drew. Hun har desuden turneret med både Christy Moore (fra Planxty) og Sharon Shannon.
Shanley har lavet indspilninger med en lang række kunstnere som Ronnie Drew, Sharon Shannon, The Dubliners, Eddi Reader, Tommy Fleming, Desmond O'Halloran, Dolores Keane og Christy Hennessy. Siden 2002 har hun samarbejdet med arbejdet sammen med Paul Kelly.

## Diskografi[2]
- 1995 Eleanor Shanley
- 1997 Desert Heart produceret med Neil McColl, søn af Ewan McColl
- 2000 A Couple More Years med Ronnie Drew
- 2001 Eleanor Shanley and Friends" sammen med Sharon Shannon, Eddi Reader, Dolores Keane, Johnny Duhan, Dessie O'Halloran og Ray Lynam
- 2004 Another Days Journey
- 2006 El Amor De Mi Vida med Ronnie Drew
- 2007 A Place Of My Own

### Gæsteoptrædende
- 1998 Restless Spirit – Tommy Flemings
- 2002 How the West was Won – De Dananns
- 1994 30 Years A-Greying – The Dubliners (hun har som den eneste kvindelige sanger optager musik med The Dubliners[1])